# Самборський Володимир Сергійович
Володимир Сергійович Самборський (* 29 серпня 1985) — український футболіст, колишній гравець юнацьких (U-17) і (U-19) та молодіжної збірних команд України. Виступав на позиції флангового захисника.

## Клубна кар'єра
Вихованець футбольної школи київського «Динамо», у ДЮФЛ України також грав за київську команду «Локомотив-МСМ-ОМІКС» та юнацьку команду ФК «Обухів».
Перший досвід виступів на дорослому рівні здобував у бориспільскій команді «Борисфен-2» в сезоні 2001-02. Згодом виступав за другу та третю команди київського «Динамо», однак закріпитися у клубній системі «Динамо» на дорослому рівні не зміг і на початку 2004 року залишив Київ, уклавши контракт з харківським «Металістом», у складі якого дебютував у матчах вищої ліги чемпіонату України.
На початку 2005 року головний тренер «Металіста» Геннадій Литовченко залишив команду, перейшовши до іншого харківського клубу, «Арсенала», і взявши з собою групу гравців команди, включаючи Самборського. По результатах сезону 2005-06 «Арсенал» виборов право виступів у вищій лізі та провів перереєстрацію, змінивши назву на ФК «Харків». Володимир Самборський увійшов до історії новоствореного клубу як автор його першого голу в офіційних матчах, відзначившись у зустрічі «Харкова» з криворізьким «Кривбасом» 12 липня 2005 року. Однак того ж літа гравець отримав важку травму і довгий час лишався поза футболом. Наприкінці 2007 року уклав новий контракт з клубом, втім відновити своє стабільне місце в основному складі команди не зміг. У своєму останньому сезоні у ФК «Харків» 2008-09 грав за команду клубу в першості дублерів.
На початку 2011 року уклав контракт з криворізьким «Кривбасом», весняну частину сезону 2010-11 також розпочав виступами за команду дублерів нового клубу.

## Виступи за збірні
Залучався до складу юнацьких збірних команд України з 14-річного віку, провівши першу гру у формі збірної 16-річних 24 січня 2000 року проти латиських однолітків. Згодом захищав кольори юнацьких збірних U-17 та U-19, у складі останньої — півфіналіст (бронзовий призер) юнацького чемпіонату Європи 2004 року.
З 2003 року залучався до матчів молодіжних збірних команд України, у складі збірної U-20 брав участь у фінальній частині молодіжного чемпіонату світу 2005 року, під час якої повністю відіграв усі чотири матчі української команди.

## Тренерська кар'єра
У 2012 році Володимир Самборський став тренером ДЮФШ ім. Валерія Лобановського і працює з юнаками 1999 р. н (U-14), старшим тренером цієї команди працює Ю. О. Лень[джерело?].